# César de Choiseul

Stemma di famiglia.

César de Choiseul, duca di Choiseul e conte di Plessis-Praslin (Parigi, 12 febbraio 1598 – Parigi, 23 dicembre 1675), è stato un generale e diplomatico francese, maresciallo di Francia, meglio noto con il nome di maréchal du Plessis-Praslin.

## Biografia
Proveniva da un'antica famiglia di Choiseul, che era originaria della valle superiore della Marna nel X secolo e che si divise in numerosi rami, tre dei quali, Hostel, Praslin e du Plessis derivarono in tempi diversi dallo stesso Cesare. Suo padre era Ferry II de Choiseul, figlio di Ferry I, che diede il via alla casata degli Choiseul-Praslin de la Maison de Choiseul, mentre la madre si chiamava Madeleine Barthèlèmy.
Entrato nell'esercito all'età di 14 anni come colonnello proprietario di un reggimento di fanteria, egli partecipò a quasi tutti I successi delle armate francesi durante il regno di Luigi XIII. Prese parte all'assedio di La Rochelle, difese con successo l'Isola di Ré dagli attacchi inglesi condotti da George Villiers, I duca di Buckingham (1592 – 1628), ed accompagnò le forze inglesi in Italia nel 1629.
Nel 1630 divenne ambasciatore alla corte del duca di Savoia e intraprese un'attività amministrativa in Italia fino al 1635, quando scoppiò la guerra con la Spagna, nel corso della quale si distinse in numerose battaglie ed assedi in Italia, compresa l'azione chiamata Route de Quiers e quella intorno alla città di Torino celebrata come "Quadrilaterale".
Nel 1640 divenne governatore di Torino, nel 1642 luogotenente-generale e dopo ulteriori servigi resi in Italia fu nominato maresciallo di Francia (1645). Ricevuto un secondo comando in Catalogna, occupò Roses. Durante la Fronda parlamentare assistette il principe di Condé nell'assedio di Parigi e in quella dei prìncipi rimase fedele alla regina reggente Anna d'Austria ed al partito della corte, sconfiggendo i ribelli del visconte di Turenne ed i suoi alleati spagnoli a Rethel (o Blanc-Champ) il 15 dicembre 1650.
Ricoprì quindi un'alta carica presso la Corte di Luigi XIV, diventando nel 1652 ministro di stato. Nel novembre del 1665 fu creato duca di Choiseul. Fu successivamente coinvolto nelle trattative fra Luigi XIV e Carlo II d'Inghilterra che condussero al trattato di Dover (1670).

## Fonti
- (EN) Hugh Chisholm (a cura di), Choiseul, César, in Enciclopedia Britannica, XI, Cambridge University Press, 1911.

| Controllo di autorità | VIAF (EN) 160867465 · ISNI (EN) 0000 0001 0836 8078 · BAV 495/5261 · CERL cnp01278392 · GND (DE) 143050966 · BNE (ES) XX5586805 (data) · BNF (FR) cb136129076 (data) |